# 亜桜まる
亜桜 まる（あさくら まる、12月28日 - ）は、日本の漫画家。栃木県出身。男性。血液型はO型。代表作は『090えこといっしょ。』、『のうりん』、『だぶるじぇい』。

## 略歴
- 白泉社の「ヤングアニマルまんがチャレンジ」で準入選した後、朝基まさしの元でアシスタントを経験をする。その後、2000年のヤングアニマル増刊『ヤングアニマル嵐』にて掲載された「夢幻少女」でデビュー。
- 『週刊少年マガジン』にて2005年に「090えこといっしょ。」を連載、2009年から2011年まで「だぶるじぇい」を連載。さらに同年秋に『別冊少年マガジン』で「ポチ」を連載していたが、体調を崩したため休載となった。
- 2010年3月より週刊少年マガジンの広告枠及び、漫画のネット配信サイト「講談社コミックプラス」で野中英次が連載していた『最強!FANTAバンド伝説』に亜桜が協力者名義で女性キャラを執筆している。

## 著作一覧

### 連載作品
- 14（ジューシー）（『ヤングアニマル嵐』2005年No.4 - 2008年No.4、原作：朝田光、全2巻）
- 090えこといっしょ。（『週刊少年マガジン』2005年38号 - 2006年50号、全4巻）
- ポチ（『別冊少年マガジン』創刊号 - 2010年4月号、未単行本化）※未完
- 最強!FANTAバンド伝説（『週刊少年マガジン』・『講談社コミックプラス』2010年3月 - 2010年7月、作画：野中英次）※協力者名義、月一連載
- だぶるじぇい（『週刊少年マガジン』2009年34号 - 2011年47号、原作：野中英次、全6巻）
- のうりん（『ヤングガンガン』2012年7号 - 2015年12号、原作：白鳥士郎 構成協力：松浦はこ キャラクター原案：切符、全8巻）
- 制服少女未征服（『月刊ヤングキングアワーズGH』2016年11月号 - 2021年8月号、全5巻）
- 公然わいせつ魔法少女（『月刊ヤングキングアワーズGH』2021年12月号 - 2024年9月号、全27話、全3巻）
- あさくらチャレンジ（『月刊ヤングキングアワーズGH』2024年11月号 - ）

### 読み切り
- 夢幻少女（『ヤングアニマル嵐』、ヤングアニマルまんがチャレンジ準入選受賞作、デビュー作品）
- タイマシ。（『ヤングアニマル嵐』）
- ボクは友だち（『ヤングアニマルあいらんど』、原作：朝田光）
- 退魔委員レキ（『ヤングアニマル嵐』 Vol.14、原作：雑破業）

### その他
- 小説090えこといっしょ。 携帯少女はみんなのモノ♪ - イラスト担当。
- ドラマCD えこといっしょ。CDでもいっしょ。 - ライナーノートのイラスト、四コマ漫画担当。
- 【俗・】さよなら絶望先生 第2話エンドカード（原作：久米田康治、監督：新房昭之、さよなら絶望先生制作委員会、2008年）
- マンガ家さんとアシスタントさんと 第7話エンドカード

## 師匠
- 朝基まさし